# Unione Sportiva Pontedecimo
L'Unione Sportiva Pontedecimo, oggi Associazione Sportiva Dilettantistica Pontedecimo Calcio o Pontedecimo, nacque nel 1907 nell'allora comune di Pontedecimo, oggi quartiere di Genova.
Lo scopo dei fondatori era quello di raggruppare tutte le iniziative sportive del territorio per consentirne lo sviluppo e la diffusione come recita l'atto costitutivo:

## Storia
L'associazione fu fondata il 15 agosto 1907 presso la "Trattoria Gavi". Lo statuto prevedeva che il consiglio dovesse essere formato da due membri per ogni sezione; la sede fu stabilita in via Ricreatorio dove i vari gruppi si riunivano a turno partecipando alla copertura delle spese.
Furono subito attive le sezioni ciclismo, calcio, podismo, bocce, rugby, lotta ed escursionismo.
Lo scoppio della prima guerra mondiale portò alla diminuzione delle attività dell'Unione Sportiva che ripresero regolarmente alla sua fine nonostante molti dei soci fossero caduti sui campi di battaglia.
La regolamentazione delle associazioni sportive operata dal regime fascista nel 1936 portarono alla modifica della denominazione sociale in Polisportiva Valpolcevera e al suo inquadramento all'interno dell'Opera Nazionale Dopolavoro. Si ebbero così l'interruzione o il ridimensionamento delle attività a causa dell'abbandono di molti soci che non tolleravano l'ingerenza del regime nella vita sociale.
Dopo la guerra soltanto le sezioni ciclismo, calcio e "Gruppo Scarponi" tornarono alla regolare attività riprendendo la denominazione originale.

## La sezione ciclismo
Oggi ha il suo punto di forza nella sezione ciclismo che organizza, sin dalla sua prima edizione del 1934, il Giro dell'Appennino, manifestazione ciclistica professionistica. Nel 1996 la sezione, peraltro diventata associazione dilettantistica autonoma, è stata insignita della Stella d'oro al merito sportivo del CONI.
Nel 2007, in occasione del centenario della sua fondazione, l'U.S. Pontedecimo ha organizzato la 10ª tappa del Giro d'Italia con arrivo al Santuario della Guardia sul monte Figogna che ha visto la vittoria di Leonardo Piepoli e ha organizzato, nell'ultima settimana di giugno, la Settimana Tricolore 2007 nell'ambito della quale è stato assegnato il 98º titolo italiano conquistato dal siciliano Giovanni Visconti. Nel 2016 viene organizzato il 77º giro dell'Appennino, per la prima volta con il traguardo a Chiavari. Il 9 aprile 2017 si è tenuto il 78º Giro dell'Appennino, vinto da Danilo Celano, della squadra "Amore & Vita". Il 79º Giro dell'Appennino vede il ritorno del traguardo a Genova il 22 aprile 2018, ha visto la vittoria di Giulio Ciccone, mentre nel 2019 vince Mattia Cattaneo. Le successive cinque edizioni sono state vinte da ciclisti stranieri.
I Presidenti della Sezione Ciclismo, oggi associazione dilettantistica autonoma, sono stati: Luigi Ghiglione (al quale è dedicata dal 2024 l'omonima via nel quartiere di Pontedecimo di Genova), Bruno Tollari (1982-1983), Tomasino Morgavi (1984-2002), Ivano Carrozzino (2003-2019), Enrico Giuseppe Costa (2020-2024, che rassegna le sue dimissioni poco prima della scadenza del mandato quinquennale per la nomina ad assessore ai Servizi Sociali del Comune di Genova).

## La sezione calcio

### U.S. Pontedecimo e parentesi Pontedecimo Polis (1907-2012)
La sezione calcio vanta alcune partecipazioni al campionato di Prima Divisione dal 1931 al 1935, allora terza serie del campionato italiano, e alla Serie C dalla sua fondazione nel 1935 al 1941 e dal 1946 al 1948. In totale furono quindi dodici le partecipazioni alla terza divisione nazionale. Dal 1932, fino al suo scioglimento, ha avuto una sua scuola calcio.
A partire dalla stagione 2006-2007 ha assunto la denominazione di Pontedecimo Polis a seguito della fusione con la Polis Genova per poi tornare alla denominazione originaria dal campionato 2008-2009. Già nella seconda metà degli anni trenta il Pontedecimo aveva partecipato al campionato con una diversa denominazione, quella di Polisportiva Valpolcevera, poi abbandonata nel secondo dopoguerra. 
Nell'U.S. Pontedecimo è cresciuto, fra gli altri, Enrico Chiesa.

### Rifondazione (2012-oggi)
Alla fine della stagione 2011-2012 in data 26 luglio 2012 la società cede a mezzo fusione il proprio titolo sportivo al S.C.D. Ligorna 1922 (15º classificato nel girone B della Promozione Liguria 2011-2012 e perdente play-out, che avrebbe dovuto retrocedere perciò in Prima Categoria).
Il 28 Agosto 2011 nasce, grazie all’iniziativa di un gruppo di genitori ed appassionati, La ASD Pro Pontedecimo Calcio, per dare continuità alla presenza di una squadra nella delegazione.
Nella stagione 2011-2012 la ASD Pro Pontedecimo Calcio si affilia alla FIGC come Società di puro settore giovanile e partecipa, con cinque squadre, ai campionati Allievi, Giovanissimi ed Esordienti.
Nel 2013 iscrive la prima squadra al campionato di Terza Categoria, per arrivare in Prima Categoria nel campionato 2019/2020.
Alla stagione 2024/2025 compete nel Girone C della Seconda Categoria ligure.

## Palmarès

### Competizioni regionali
- Eccellenza: 1

1994-1995
- Promozione: 2

1977-1978 (girone B), 1988-1989 (girone B)
- Prima Categoria: 2

1959-1960 (girone B), 1963-1964 (girone B)
- Coppa Italia Dilettanti Liguria: 2

1991-1992, 2002-2003

## Statistiche

### Partecipazioni ai campionati
| Categoria  | Partecipazioni | Debutto   | Ultima stagione |
| ---------- | -------------- | --------- | --------------- |
| C          | 12             | 1931-1932 | 1947-1948       |
| D          | 10             | 1948-1949 | 1995-1996       |
| Eccellenza | 20             | 1991-1992 | 2011-2012       |

## Il Gruppo Scarponi
La sezione escursionismo, nata su iniziativa dell'alpino Stefano Molinari, prese il nome di "Gruppo Scarponi". Aderisce alla Federazione Italiana Escursionismo.
Il gruppo è sempre rimasto attivo fin dalla sua fondazione anche negli anni durante i conflitti mondiali: le attività non furono mai completamente interrotte nonostante il richiamo alle armi di molti dei soci e, dopo il proclama dell'8 settembre 1943, con l'inizio della guerra partigiana che rese impossibili le escursioni sull'appennino ligure. La continuazione delle attività fu resa possibile anche grazie al fatto che uno dei soci ottenne in gestione un rifugio ai Piani di Praglia che divennero la sede preferita per le attività.